# 止马营街道
止马营街道，是中国江苏省南京市秦淮区下属的一个街道办事处。面积1.33平方千米，人口53041人。南面以升州路为界；东面以莫愁路、建邺路、鼎新路为界，毗邻朝天宫街道；北面以汉中路为界，毗邻鼓楼区华侨路街道；西面以外秦淮河为界，毗邻建邺区。该街道下辖6个社区：止马营社区、汉西门社区、柏果树社区、陶李王巷社区、安品街社区、七家湾社区。